# Saprinus pulcher
Saprinus pulcher är en skalbaggsart som beskrevs av Heinrich Bickhardt 1911. Saprinus pulcher ingår i släktet Saprinus och familjen stumpbaggar. Inga underarter finns listade i Catalogue of Life.